# Сибирский 26-й стрелковый полк
26-й Сибирский стрелковый полк
Старшинство — 8 ноября 1903 года
Полковой праздник — 26 ноября день Св. Великомученника и Победоносца Георгия
Дислокация — Троицкосавск, временно Иркутск (02.1913 г.)

## История
- 30 октября 1903 года — Высочайше повелено из одного батальона Порт-Артурского крепостного пехотного полка и рот, выделеных по одной из 1-й, 3-й, 22-й, 23-й, 24-й, 35-й, 36-й и 37-й пехотных дивизий сформировать 26-й Восточно-Сибирский стрелковый полк в составе 3-х батальонов.
- 19(01) июля (августа) 1914 года — выделен кадр на формирование 46-го Сибирского стрелкового полка.
- 24(06) января (февраля) 1917 года — выделен кадр на формирование 17-й Сибирской стрелковой дивизии
- 19(01) мая (июня) 1917 года — совместно с 27-м полком отказались выйти из резерва на позиции, причем солдаты первого ненадолго арестовали начальника дивизии генерал-майора С. И. Богдановича.
- февраль 1918 года — расформирован в г. Смоленске

## Участие в боевых действиях
В каких боях участвовал полк и в каких отличился:
- 31 августа 1914 года — принимал участие в боях под городом Лык Восточной Пруссии;
- 14 и 15 сентября 1914 года — взятие города Августова;
- 18 и 19 сентября 1914 года — у деревень Курианка, Ходорки и местечка Рачки;
- 25 и 26 сентября 1914 года — у деревень Липовка, Васильевка и Марковскен;
- 9 и 10 октября 1914 года — у местечка Райгрод и деревень Косилы, Скршивен-Гольденау, 2-й батальон был в бою у деревни Дуткен, Восточной Пруссии с составе 25-го Сибирского стрелкового полка;
- 28.09.1914 — 8.11.1914 — Варшавско-Ивангородская операция. Одна из крупнейших оборонительно-наступательных операций Первой мировой войны. Возглавил наступление на русские войска Пауль фон Гинденбург. Ему противостояли войска Юго-Западного фронта под командованием генерала от артиллерии Н. И. Иванова и Северо-Западного фронта генерала от инфантерии Н. В. Рузского. В ходе операции русская армия продемонстрировала высокие боевые качества, добившись второй крупной (после Галицийской битвы) победы и нанеся тяжёлое поражение германцам.

Хронология события
Соотношение сил при «Битве за Вислу»
В конце сентября 1914 года началась одна из крупнейших оборонительно-наступательных операций Первой мировой войны — Варшавско-Ивангородская операция или «Битва за Вислу».
Войска Юго-Западного и Северо-Западного фронтов отразили наступление немцев и австрийцев на Варшаву и Ивангород. Своим наступлением немецкие и австро-венгерские войска, в которых насчитывалось более 310 тысяч солдат, рассчитывали предотвратить вторжение русских войск в Силезию. Русские войска для сдерживания превосходящих сил противника стали стягивать к территории боев дополнительные силы и тем самым помешали пройти немецким войскам к Варшаве.
Ад на Сане
Чувствуя превосходство русских и неся большие потери в живой силе, до 50 % всего личного состава, командование отдаёт приказ о прекращении боевых действий и отходе. Отступая широким фронтом, германо-австрийские войска выводили из строя коммуникации и железнодорожные полотна. При этом быстро отступая, немцы бросали не только раненых солдат, но и офицеров.
Потери двух армий вместе составили 240 тыс. человек. Для австро-венгерских вооружённых сил это были самые тяжёлые среднемесячные потери за всю первую мировую войну. Не случайно участники боев окрестили это время «адом на Сане».
Вторая крупная победа
В ходе операции русская армия продемонстрировала высокие боевые качества, добившись второй крупной (после Галицийской битвы) победы и нанеся тяжёлое поражение германцам. Протяжённость фронта составила более 300 км, а глубина достигала до 140 км. В общей сложности было задействовано человеческих ресурсов около 900 тысяч человек. Операция стала самой крупной в ходе 1 Мировой войны. Впервые была изменена стратегия боев. Наступления проводились одновременно с двух фронтов. России удалось сорвать планы Германии по вовлечению в войну Балканских государств.
Причины провала контрнаступления русской армии
Победа в операции не позволила русской армии начать преследование противника. Этому помешали слабая подготовленность российских тыловиков, которые отстали более чем на 150 км и оказались не в состоянии нормально снабжать наступавших продовольствием и боеприпасами, осенняя распутица, а также разрушенные неприятелем коммуникации. Это позволило войскам под командованием Гинденбурга избежать полного поражения и организованно отойти на свои исходные позиции. Контрнаступление русской армии на данном участке остановилось. Дальше идти вперёд войска не смогли.
- 08.02.1915 — 21.02.1915 — Августовская операция

|  |  |

Полк — активный участник Нарочской операции в марте 1916 г.

## Командиры полка
- полковник Семёнов, Владимир Григорьевич (30 октября 1903 — 15 октября 1905 г.)

- полковник Врубель, Михаил Андреевич (1908)

- полковник Цихович, Януарий Казимирович (07 декабря 1910 — 19 октября 1914 г.)
- полковник Бондарев, Николай Прохорович (19 октября 1914 — 16 августа 1914 г.)
- полковник Воскресенский, Владимир Иванович (19 октября 1914 — 02 ноября 1914 г.)

- полковник Романов, Герасим Фёдорович (25 августа 1915 — 01 апреля 1917 г.)

## Знаки отличия
1. Георгиевское знамя с надписью: «За доблестную оборону Порт-Артура в 1904 году». Пожаловано 7.06.1907 г.
2. Знаки на головные уборы с надписью: «За Порт-Артур в 1904 году». Пожалованы 7.06.1907 г.

## Список (по старшинству в чинах) генералам, штаб и обер-офицерам и классным чиновникам 26-го Сибирского стрелкового полка
|  |  |  |